# Малахитовая шкатулка (опера)
Малахитовая шкатулка — опера-сказ Дмитрия Батина по мотивам произведений Павла Бажова «Медной горы Хозяйка» и «Малахитовая шкатулка».
Ставилась на сценах Пермского и Магнитогорского театров оперы и балета, а также на сцене академической филармонии республики Коми.

## Действующие лица
| Персонажи                                         | Голоса        |
| ------------------------------------------------- | ------------- |
| Степан                                            | Баритон       |
| Настенька                                         | Сопрано       |
| Хозяйка Медной горы                               | Меццо-сопрано |
| Танюшка, дочь Степана и Настеньки                 | Сопрано       |
| Барин Турчанинов                                  | Тенор         |
| Заводской приказчик                               | Бас           |
| Жена приказчика                                   | Сопрано       |
| Государыня                                        | Меццо-сопрано |
| Слуга приказчика                                  | Тенор         |
| Крепостные парни и девушки, фрейлины, придворные. |               |

## Либретто

### Первое действие
Деревня около Красногорского рудника. Летний вечер.
Степан, рудничный рабочий, задумчиво прохаживается у подножия горы неподалеку от шахты, где он работает. Он размышляет, правильно ли добывать тут медь и малахит? Степану кажется, что у гор тоже есть душа, и забирать у них камень и металл — значит нарушать покой самой природы. Степан замечает на дереве ленты, оставшиеся от недавно прошедшего деревенского праздника, и в гневе срывает их с веток.
К Степану подходит его возлюбленная, Настенька. Она рассказывает, как было б хорошо, если бы они получили вольную, избавились от крепости и наконец обвенчались. Степан с ней соглашается, но гнетущие мысли никуда не уходят. Ему не хочется никого видеть.
У подножия горы появляются парни и девушки из деревни, где живёт Степан. Все они пытаются развеселить его, кружатся в хороводе. Танцуя и смеясь, они снова украшают дерево цветными лентами.
Когда деревенские парни и девушки уходят вместе с Настенькой, Степан опять срывает ленты с веток. Он с любовью смотрит на деревья, на родные горы.
Раздается гулкий смех, и перед Степаном возникает Хозяйка Медной горы. Степан удивлён и поражен: ведь он считал её обыкновенной выдумкой, которой старые рабочие пугают молодёжь. Хозяйка Медной горы обещает, что не причинит Степану вреда — ведь она пришла к нему за помощью. Степану нужно передать наказ от её имени Заводскому приказчику, чтобы тот прекратил разрушать Красную горку. Хозяйка говорит, что за такую услугу выйдет за Степана замуж. Степан отнекивается: у него есть Настенька. Хозяйка Медной горы смеётся и исчезает.
С утра рудничные рабочие собираются у спуска в шахту, бригадир потчует их плёткой, а Заводской приказчик наблюдает и за ним, и за крепостными.
Приходит Жена приказчика и приносит весть, что Государыня Императрица озолотит того, кто добудет малахитовую глыбу размером в пять саженей. Приказчик сразу хватается за эти слова и обещает тому, кто найдёт малахит, вольную от самого барина Турчанинова, хозяина рудника.
Степан выходит из толпы рабочих и передаёт Заводскому приказчику наказ Хозяйки Медной горы. Приказчик гневается и велит наказать Степана плетьми, а после порки — приковать его в самой сырой и тёмной штольне.
В горе Хозяйка Медной горы снова появляется перед Степаном, благодарит за исполнение её наказа. Духи камней освобождают Степана, горы сами расступаются, и Хозяйка ведёт его по своим подземным владениям. Спрашивает, нравится ли Степану её приданое и возьмёт ли он её в жены? Степан вспоминает о своей Настеньке и отказывается. Хозяйка Медной горы хвалит его за верность и честность, а после дарит Степану шкатулку из малахита, полную драгоценностей. Прощаясь, она просит Степана забыть о ней навсегда.
Хозяйка уходит, и Степан снова оказывается в штольне, в  цепях. Приказчик приходит проведать его, и когда Степан бьёт по стене киркой, из породы появляется громадная малахитовая глыба. Подбежавшие рудничные рабочие пугаются и говорят, что такое под силу только тому, кто сговорился с самой Хозяйкой Медной горы.
Степан получает вольную за найденную малахитовую глыбу. И над бы бежать к Настеньке, радоваться вместе с ней, но Степан почему-то думает о Хозяйке Медной горы.
Среди скал и камней появляется сама Хозяйка и передает Настеньке большой свёрток. Манит Степана, и он уходит за ней

### Второе действие
Действие происходит в деревне Красногорка и во дворце Государыни Императрицы в Сам-Петербурхе.
Прошли годы после исчезновения Степана. У Настеньки осталась дочка Танюшка и подаренная малахитовая шкатулка. Настенька ни за какие деньги не продает шкатулку с драгоценностями, потому что дочка хранит её как память о Степане.
Танюшка выросла и стала писаной красавицей, не похожей ни на мать, ни на отца: у Настеньки русые косы, а у Танюшки — чёрные, будто смоль, у Степана были голубые глаза, а у дочки — зелёные, как трава. Настя со вздохами приговаривает: «Красота, да не наша. Ровно подменил мне кто-то дочку».
Все деревенские парни заглядываются на Танюшку, ходят под её окнами, но ей не нужны их ухаживания. Она любит надевать на себя бусы, кольца, браслеты и серьги из малахитовой шкатулки, беседует с ними, будто они живые.
Жена приказчика узнаёт о шкатулке и предлагает за драгоценности большие деньги. Настенька отвечает, что не продаст дочкину радость и память о Степане. Жена приказчика грозится, что Настенька ещё пожалеет о том, что отказала.
На пороге деревенской избы появляется старушка-нищенка. Просит Настю пустить её пожить, а в благодарность берётся научить Танюшку рукоделию — шитью шёлком. Танюшка сразу привязывается к старушке; как только они остаются одни, нищенка показывает Танюшке драгоценное кольцо с дорогим камнем. Танюшка смотрит на него и понимает, что такой же камень есть в её шкатулке.
Старушка выпрямляется, скидывает шаль — и оказывается самой Хозяйкой Медной горы. Хозяйка обещает Танюше взять её с собой в гору и открывает тайну её рождения. Но Танюше обязательно нужно попасть во дворец в Сам-Петербурхе, где живёт Государыня Императрица, и отыскать палату, облицованную малахитом, который добыл её отец, Степан. После этих слов Хозяйка исчезает.
Жена приказчика решает любыми путями получить желаемое и поджигает дом Насти и Танюши. Всё, что удаётся спасти из огня — малахитовая шкатулка.
Настя, понимая, что потеряла и дом, и всё нажитое, решает всё же продать шкатулку. Она идёт в дом Заводского приказчика, где как раз гостит сам барин Турчанинов. Жена приказчика, сияя от счастья, наконец-то надевает на себя украшения из шкатулки, но они стягивают ей пальцы и шею. Настя, глядя на это, говорит, что драгоценности впору только одному человеку — её дочке Танюше.
Посылают за Танюшей; она входит, надевает украшения и становится ещё красивее, чем раньше. Барин Турчанинов, влюбившись в неё с первого взгляда, предлагает Танюше руку, сердце и всё, чем он владеет. Танюша отвечает барину, что пойдёт за него только при одном условии: он должен показать ей малахитовую палату во дворце самой Государыни Императрицы.
В Сам-Петербурхе, во дворце Государыни, приближённые и придворные дамы с нетерпением ждут, когда же появится невеста Турчанинова.
Выходит Государыня Императрица в окружении придворных и фаворитов. Она спрашивает Турчанинова, где та самая обещанная красавица. Тот божится, что его невеста вот-вот приедет. Чтобы не заскучать в ожидании, Императрица приказывает дамам танцевать. В малахитовую палату входит Танюша; все присутствующие, даже сама Императрица, признают ее настоящей красавицей.
Танюша идёт через всю палату и не замечает ни фрейлин Государыни, ни своего жениха Турчанинова, ни саму Государыню Императрицу. В малахитовой стене Танюша видит Хозяйку Медной горы. Стена перед ней расступается, и Танюша уходит из дворца вместе с Хозяйкой.